# برايان أونيل (لاعب هوكي الجليد)
برايان أونيل (بالإنجليزية: Brian O'Neill)‏ هو لاعب هوكي الجليد أمريكي، ولد في 1 يونيو 1988 في ياردلي في الولايات المتحدة.

## وصلات خارجية
- برايان أونيل على موقع دوري الهوكي الوطني (الإنجليزية)
- برايان أونيل على موقع EliteProspects.com (الإنجليزية)
- برايان أونيل على موقع Eurohockey.com (الإنجليزية)
- برايان أونيل على موقع HockeyDB.com (الإنجليزية)
- برايان أونيل على موقع Hockey-Reference.com (الإنجليزية)
- برايان أونيل على موقع أوليمبيديا (الإنجليزية)